# Thomas E. Ricks

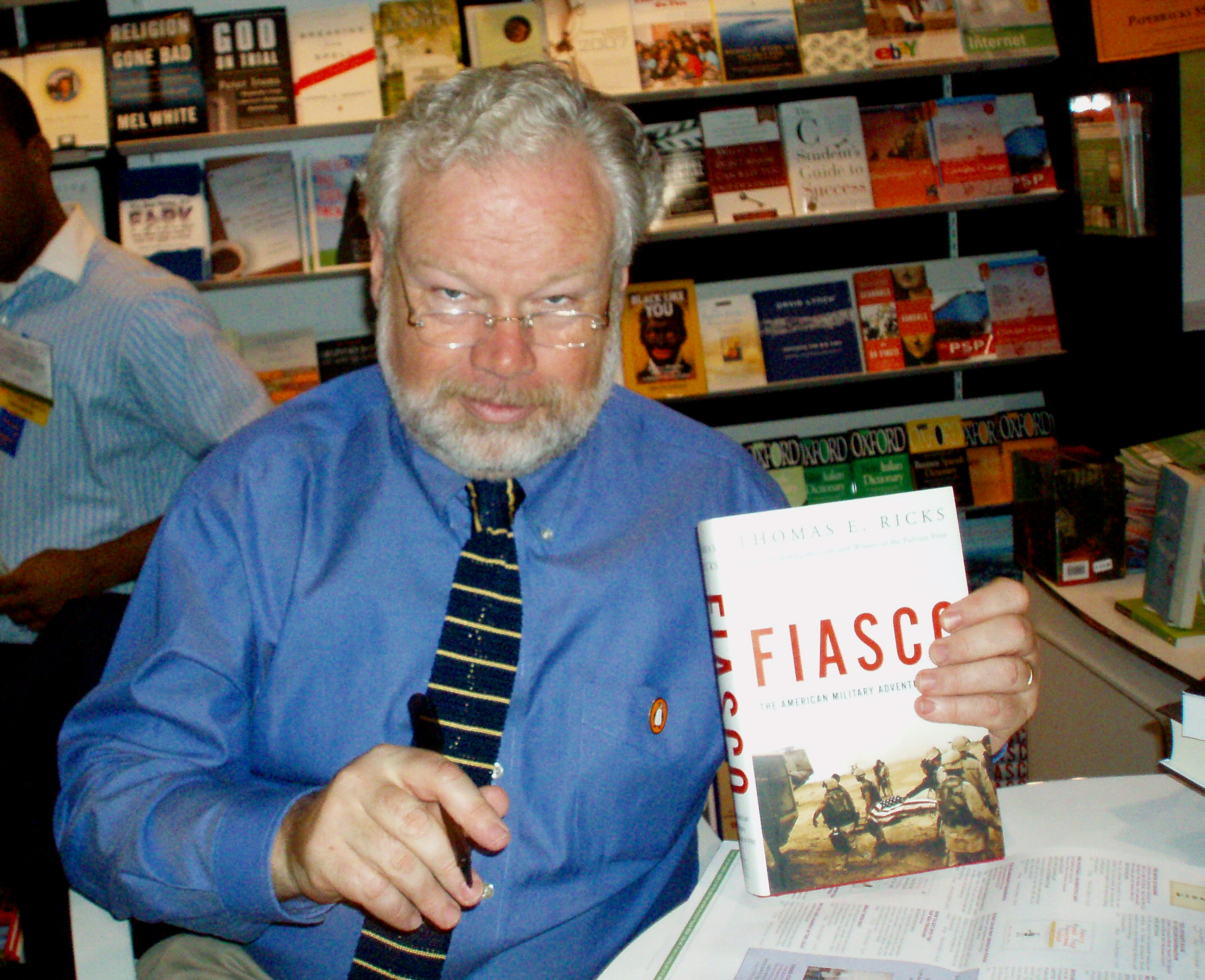
Thomas E. Ricks (2007)

Thomas E. Ricks (* 25. September 1955 in Beverly, Massachusetts) ist ein US-amerikanischer Autor, Journalist und Sicherheitsexperte. Er ist Pulitzer-Preisträger.

## Leben
Ricks wuchs als Sohn eines Psychologen in New York City und Afghanistan auf. Von 1968 bis 1970 besuchte er die American International School in Kabul. Nach seinem High-School-Abschluss an der Scarsdale High School (USA) studierte er bis 1977 an der Yale University. Von 1977 bis 1979 arbeitete er an der Lingnan University in Hongkong, bevor er zum Magazin Wilson Quarterly wechselte. Ab 1982 war er Redakteur beim Wall Street Journal, u. a. von 1992 bis 1999 als Pentagon-Korrespondent. Von 2000 bis 2008 war er Militärkorrespondent der Washington Post. 2000 gewann er für die Schrift Price of Power den Pulitzer-Preis. 2012 bezichtigte er den konservativen Nachrichtensender Fox News der politisch geleiteten Berichterstattung. 2013 hielt er die Perspectives in Military History Lecture Series am United States Army War College in Carlisle.

## Schriften
- Churchill & Orwell, The Fight For Freedom. Duckworth Books. 2017. ISBN 978-0-7156-5237-4.
- The Gamble: General David Petraeus and the American Military Adventure in Iraq, 2006–2008. Penguin Press. 2009. ISBN 1-59420-197-8.
- Fiasco: The American Military Adventure in Iraq. Penguin. 2006. ISBN 0-14-303891-5.
- A Soldier's Duty: A Novel. Random House. 2001. ISBN 0-375-50544-X.
- Making the Corps. Scribner. 1997. ISBN 0-684-83109-0.
- The Generals: American Military Command from World War II to Today. Penguin Press. 2012. ISBN 978-1-59420-404-3.[1]
- First Principles. What America’s founders learned from the Greeks and Romans and how that shaped our country. Harper Perennial. 2020. ISBN 978-0-06-299745-6. Pbk.: ISBN 978-0-06-299746-3.